# Christophe Looten
Christophe Looten est un compositeur français d'opéra et de musique contemporaine, un théoricien et un musicologue né le 5 avril 1958 à Bergues dans le Nord.

## Biographie
Christophe Looten, né le 5 avril 1958 à Bergues, compose dès l'âge de sept ans alors qu'il commence à étudier la musique avec l'organiste local. Tout d'abord élève de l’École du Louvre, il entre au Conservatoire national supérieur de musique de Paris où il remporte de nombreux prix et commence une carrière de pédagogue. Il est nommé professeur d'analyse et d'histoire de la musique au conservatoire de Limoges et est chargé d'un cours d'esthétique à la Faculté des arts, lettres et langues de la ville. Nommé pensionnaire de l'État en 1987, il part en résidence pour deux ans à la Casa de Velázquez à Madrid.
Après son séjour en Espagne, il reçoit la bourse Lavoisier du Ministère des Affaires étrangères qui lui permet de partir aux États-Unis où il obtient plusieurs fellowships. Compositeur en résidence à l'Université de Wellesley en 1991, il obtient le Prix Alea de l'Université de Boston (en) ainsi que le Prix du Concours international de composition de Besançon pour son Troisième Quatuor à cordes.
Rentré en France, il décide de se vouer entièrement à la composition et reçoit divers prix (SACEM, André Jolivet, etc.) Le Festival international de Round Top l'invite plusieurs fois comme compositeur en résidence et crée plusieurs de ses œuvres : Kammerkonzert, Book of Angels et son Quatuor avec piano.
En 1992, ... Incoronato poeta pour piano est interprété par Jay Gottlieb au Festival Présences de Radio-France
En 1998, il reçoit la Bourse Fulbright qui lui permet de repartir aux États-Unis avant d'être nommé compositeur en résidence dans la région Nord-Pas-de-Calais pendant deux ans et demi. De nombreuses œuvres sont écrites et créées pendant cette période, parmi lesquelles Apparition de la Cité d'or, composée comme pièce imposée de piano au concours de médaille d'or. Sa Première Symphonie est créée à Radio France en 2000 tandis que son second opéra Médée de Thessalonique - sur un livret de Frédéric Lenormand - (Commande d'État, production de La Clef des Chants en coproduction avec l'Ars Nova Ensemble) est créé au théâtre d’Arras dans une mise en scène de Vincent Goethals avec l'ensemble Ars Nova dirigé par Philippe Nahon, le rôle-titre étant tenu par Nicole Kuster.
Le Festival Beethoven (de) de Bonn lui commande des litanies pour solistes, chœur, orgue et orchestre, les Gottes Namen Litanei, qui sont créées en septembre 2002 à la Cathédrale de Bonn et suivies par une nouvelle commande du Festival qui aboutira à la création de la Bonner Messe pour 4 solistes, grand chœur, orgue et orchestre. 
Cette œuvre, composée de trois parties (Gloria, Sanctus et Litanei) était destinée à être créée lors d'une exécution de la Missa Solemnis de Beethoven. Le concert eut lieu le 23 septembre 2003 : le Gloria et le Sanctus de Beethoven étant remplacés par ceux de Looten et la Messe étant complétée par des Litanies chantées en allemand, selon une ancienne tradition. Thomas Neuhoff dirigeait le chœur du Kölner Bachverein, le chœur philharmonique de la ville de Bonn, la Kammerphilharmonie Amadé ainsi que les solistes Franziska Hirzel (soprano), Gerhild Romberger (alto), Hans Jörg Mammel (ténor), Reuben Willcox (baryton) et Peter Dicke (orgue).
2005 voit la création par l'Orchestre national de Lille d'une commande de Musique nouvelle en liberté : Sind Blitze, sind Donner, et la première au Muziekgebouw aan 't IJ d'Amsterdam de son second octuor de violoncelles, Addio. En 2008 est créé son cinquième quatuor à cordes Les sept dernières paroles du Christ en croix, par le Doric String Quartet au festival Carinthischer Sommer.

## Distinctions

### Décorations
- Officier de l'ordre des Arts et des Lettres Il est promu au grade d’officier par l’arrêté du 17 juillet 2015[9]. Il était chevalier de l'ordre depuis 2000

### Prix
Son ouvrage Dans la tête de Richard Wagner, archéologie d'un génie (Éditions Fayard) a reçu le Prix Bordin de l'Académie des Beaux-Arts.
Son VIIème Quatuor à cordes a reçu le Prix Marcel Hastir de l'Académie Royale de Belgique (2024)

## Mode bi-pentaphonique
Christophe Looten a mis au point en 1981 une échelle de sons jamais utilisée consciemment auparavant et non répertoriée : le mode bi-pentaphonique. Elle résulte de la superposition (avec deux notes communes) de deux hexaphones à structure intervallique identique et non rétrogradable. L'utilisation de cette échelle (transposable sur les 12 degrés) est source d'une grande richesse tant sur le plan expressif que sur celui de la structure de l'œuvre. Constituée de 10 sons (les deux manquants sont absolument exclus tant qu'une modulation ne les a pas réintroduits), elle redonne au compositeur qui écrit une musique non tonale toutes les possibilités structurelles, rhétoriques et symboliques qu'offrait le langage tonal. Looten se sert de cette échelle depuis 1981, date à laquelle il a recommencé la numérotation de son catalogue.

## Œuvres

### Opéras
- Médée de Thessalonique (Commande d'État) (2000)[10]
- Puccini (Commande d'État, Mission Beaumarchais)

### Œuvres pour orchestre
- Sinfonietta pour orchestre (2013)
- Shading darkness pour chœur d'altos (ou voix solo) et orchestre (2009)
- Sind Blitze, sind Donner, commande de Musique nouvelle en liberté pour l'Orchestre national de Lille (2005)
- Rejoice greatly, commande de Musique nouvelle en liberté pour le 25e anniversaire de l’Ensemble Orchestral de Paris (2004)[6]
- Première Symphonie, Commande de Radio-France (2000)
- In lumine Lumen, Symphonie concertante pour violon et orchestre, commande de l'Ambassade de France à l'occasion de “Luxembourg, Capitale européenne de la Culture” (1995)
- Book of Angels, double concerto pour violon, violoncelle et orchestre (1994)
- Les Mains ailées, concerto pour violon et orchestre (1992)
- Kammerkonzert, pour violon et orchestre (1991)
- Triplum
- Antanaclasis, pour 3 solistes instrumentaux et 4 groupes (1986)
- Regards, pour double chœur et grand orchestre (1984)
- Rite (1981)

### Voix et orchestre ou ensemble
- Te Deum pour grand choeur et orchestre (2024)
- Saul, Saul ! pour baryton, violoncelle et orgue (2015)
- Triptyque de Marie pour baryton, violoncelle et orgue (2014)
- Missa super "l'Homme désarmé" pour la paix dans le monde pour 5 voix (SSATB) et 2 percussions (2014)
- Magnificat - Vita beatae Virginis - pour huit voix et violoncelle (2014)
- Sic stat Mater, pour deux chœurs, chœur d'enfants et orchestre à vents (2013)
- Fünf Besinnliche Gesänge, pour soprano et piano, sur des textes de J.C. Schade, L. Hensel, J. Donne et A. U. von Braunschweig (2013)
- Die Hilfe kommt von dem Herrn, commande de la Guardini Stiftung (Berlin), pour mezzo-soprano et deux violoncelles (2012)
- Drei Gesänge der Antigone, pour mezzo-soprano et 3 altos sur des textes d'Eschyle dans leur traduction allemande de Gustav Droysen (2012)
- Miserere, pour soprano, chœur mixte et orgue (2011)
- Salve Regina de Montserrat, pour maîtrise et orgue (2009)
- Mourning, pour mezzo-soprano et quatuor à cordes (2008)
- Missa Mirabilis Dominus, pour soprano, chœur mixte, grand-orgue et orgue de chœur (2007)
- Von Jahr zu Jahr, pour chœur mixte, chœur d'enfants et 3 trombones (2005)
- Threni, pour 4 sopranos, 4 mezzo-sopranos, 5 trombones et enfant récitant (2004)
- Bonner Messe, pour 4 solistes, grand chœur, orgue et orchestre (2003)
- Gottes Namen Litanei, pour 4 solistes, chœur, orgue et orchestre (2002)
- L’Appel de Conakry, pour soprano, voix d'enfant récitant et 15 instruments (2000)
- Vœux, pour 2 chœurs d'enfants et 6 percussions (1999)
- Trois Poèmes de Stéphane Mallarmé, pour soprano, 2 flûtes, 2 clarinettes, quatuor à cordes et piano (1997)
- L'Isle blanche, cycle de 9 mélodies pour soprano et piano sur des poèmes de H.D.
- Absalom, Cantate sacrée pour soprano, mezzo-soprano, baryton et 7 instruments (1993)
- L’Arbre dans l'oreille, pour soprano et 7 instruments (1989)
- Salve Regina, pour maîtrise et orgue (1982)

### Voix a cappella
- Surge illuminare à 8 voix (2023)
- Ubi caritas, pour choeur SATB a cappella (2022)
- Ave Maria, pour huit voix a cappella (2022)
- Cinq motets pour le Samedi saint [SSATTB] (2022)
- Deutsche Motetten, 9 chœurs a cappella (dans différentes formations) (2016)
- Ecce beatam lucem, motet pour 40 voix a cappella [5 double-chœurs SSAATTBB] (2014)
- Cinq Canons, pour chœur de femmes a cappella (2014)
- Invictus, pour 8 voix de femmes a cappella (2013)
- Quatre versets alléluiatiques, pour 8 voix a cappella (2013)
- Grand Pater noster, pour 8 voix a cappella (2012), composé pour l'ensemble Sequenza 9.3. Le texte du "Notre père" est chanté en latin, grec, swahili, maori et japonais.
- Audi tellus, pour double chœur a cappella et 4 solistes du rang (2006)
- Stabat Mater, pour 4 voix a cappella (2004)
- Motette zur Passionszeit, chœur mixte a cappella (2002)
- Fragmentum Libri Apocalypsis, pour 4 solistes et chœur à 6 voix (1985)
- Officium tenebrarum, pour 11 voix solistes (1981)

### Musique de chambre
- Septième quatuor à cordes (2013)
- Deuxième quatuor avec piano (2023)
- Duo de concert, pour violon et violoncelle (2022)
- Abendlich, leise, pour octuor de violoncelles (2021)
- Morgengesänge, pour alto et piano (2016)
- Vers les pays de la grâce, pour violoncelle et piano (2016)
- Près des eaux paisibles, pour violon et piano (2016)
- Austrian Trio, pour violon, violoncelle et piano (2012)
- IV Esdras 2, pour 4 altos (2011)
- Laudes, pour quatuor à cordes (2009, VIe Quatuor à cordes)
- Les sept dernières paroles du Christ en croix, pour quatuor à cordes (2008, Ve Quatuor à cordes)[11]
- Quartett-Satz, pour quatuor à cordes (2005)
- Addio, pour 8 violoncelles (2004)
- Sextuor à cordes (1999)
- Nocturnal, pour 8 violoncelles (1998)
- Mémorial, pour flûte, clarinette, piano et trio à cordes (1998)
- Exsultate, trio pour flûte, alto et piano
- Quatuor avec piano (1994)
- 4 Quatuors à cordes (1989, 1990, 1996, 1990)
- Version 2, pour clarinette, violon, violoncelle et percussion (1988)
- Trio Pax Tibi Marce Evangelista Meus, pour flûte, violoncelle et piano (1987)
- Tombeau (pour Cent ans de solitude), pour alto, contrebasse et percussion (1987)

### Musique instrumentale
- Choralvorspiel "Hast Du denn, Jesu, Dein Angesicht" pour orgue (2015)
- Ach, wie flüchtig, ach, wie nichtig, Commentaire pour orgue de la Cantate BWV 26 (2006)
- Apparition de la Cité d'or, pour piano (1998)
- Visages, 10 variations pour piano sur “Ah vous dirais-je, Maman?” (1998)
- San Girolamo legente, pour piano (1994)
- Kassope, flûte seule, 1993
- Sacra Conversazione, piano (1992)
- Ennaratio, pour 2 pianos (1991)
- ... Incoronato poeta, pour piano (1990)
- Langues de feu, pour orgue à 4 mains (1990)
- De temps et d’eau, pour clavecin (1988)
- Livre pour orgue, 11 pièces (1988)

### Transcriptions, orchestrations
- Erlkönig (Le Roi des Aulnes) de Franz Schubert, transcrit pour 8 voix a cappella (2014)
- Wesendonck Lieder, de Richard Wagner, transcrits pour voix et quatuor à cordes (2011)
- Siegfried Idyll, transcription pour quatuor à cordes de Siegfried Idyll de Richard Wagner (2011)
- Méphisto-Walzer, (version orchestrale) de Franz Liszt pour quatuor à cordes (2010)
- La Bataille des Huns, poème symphonique de Franz Liszt, pour quatuor à cordes (2010)
- Mein Wagen rollet langsam, instrumentation du lied de Robert Schumann pour voix, clarinette, 3 altos et harpe

## Publications
- Christophe Looten (trad. de l'allemand), Richard Strauss "moi, je fais l'Histoire de la musique", Paris, Fayard, 2022, 305p.
- Christophe Looten (trad. de l'allemand), Johannes Brahms par ses lettres, Paris, Actes-Sud, 2013, 490 p. (ISBN 978-2-330-08033-4)
- Christophe Looten (trad. de l'allemand), Bons Baisers de Bayreuth : Richard Wagner par ses lettres, Paris, Fayard, 2013, 403 p. (ISBN 978-2-213-67107-9, BNF 43536375),
- Christophe Looten, Dans la tête de Richard Wagner, archéologie d'un génie, Paris, Fayard, 2011, 1108 p. (ISBN 978-2-213-66243-5, BNF 42539714), Prix Bordin de l'Académie des Beaux-Arts.
- Visites à Richard Wagner, préface, présentation et notes de la réédition des Souvenirs de Judith Gautier - Éditions Le Castor Astral, 1992, 185 p.  (ISBN 2-85920-203-X)(BNF 35601979)
- Organiser le chaos, pour l’élaboration d’un système de composition musicale, Mélanges de la Casa de Velázquez, 1987.
- et des articles consacrés à des opéras célèbres :
  - Lohengrin, opéra wagnérien?, programme de Lohengrin, Opéra de Paris, 1997
  - Parsifal, Hercule et Saint Augustin, programme de Parsifal, théâtre du Châtelet, 1997
  - Exotique exotisme, programme de Turandot, Opéra de Paris, 1998
  - L’inquiétante étrangeté, programme de L’Enfant et les Sortilèges, Opéra de Paris, 1998
  - Le japonisme est-il un exotisme ?, programme de Madame Butterfly, Opéra de Paris, 1998
  - Jouer n’est pas un jeu, programme de La Dame de Pique, 1999
  - De Busoni et l’astronomie, Journal du théâtre du Châtelet, 2000
  - La plus subtile des subtilités, programme d’Arabella, théâtre du Châtelet, 2000
  - Avec ou sans chapeau ?, programme de La Femme silencieuse, théâtre du Châtelet, 2001
  - L’arc en ciel des concepts, programme d’Ariadne auf Naxos, théâtre du Châtelet, 2002
  - Les fils de Tirésias, programme des Troyens, théâtre du Châtelet, 2003
  - Les éléphants n’ont pas d’ailes, programme d’Ariadne auf Naxos, Opéra de Paris, 2003
  - Mère ! Mère !, programme de Tannhäuser, théâtre du Châtelet, 2004
  - La force des paroxysmes, programme de Elektra, Opéra de Paris, 2005
  - L’invention de détails, programme du Ring des Nibelungen, théâtre du Châtelet, 2005
  - La puissance du Très-Haut te prendra sous son ombre, sur La Femme sans ombre de Richard Strauss
  - Tat Tvam Asi, sur Les Fées de Richard Wagner
  - Trois fois 1 égale 1, sur le Triptyque de Puccini
  - Richard Wagner, compositeur baroque (et sa traduction en allemand (Richard Wagner, Barokkomponist) parue dans Jenseits von Bayreuth  (ISBN 978-3-7705-5686-1)